# A141 road
Die A141 road (englisch für Straße A141) ist eine durchgehend als Primary route ausgewiesene Fernverkehrsstraße in England, die von Huntingdon, wo sie westlich der Stadt von der A1 road abzweigt, am nördlichen Stadtrand entlang und dann nach Nordosten abzweigend durch den Distrikt Fenland an Warboys vorbei nach Chatteris führt. Dort mündet die A142 road ein, die von Ely und Newmarket kommt. Die A141 setzt ihren Weg weiter nach Norden fort, passiert March westlich und endet, nachdem sie die von Peterborough kommende A605 road aufgenommen hat, in Guyhirn an der A47 road, die von Nuneaton und Leicester kommend weiter nach King’s Lynn, Norwich, Great Yarmouth und Lowestoft führt.